# Fernando Lopes Pereira
Fernando Lopes Pereira (Jandira, 4 de março de 1989) é um jogador de futsal brasileiro. Atualmente, joga pela Associação Esportiva Uruguaianense (AEU) na posição de goleiro.